# Дискуссия вокруг опытов И. Ермаковой по оценке безопасности ГМ-сои
Опыты Ирины Ермаковой по оценке безопасности генно-модифицированной сои, проводимые с 2005 года, вызвали широкую дискуссию. В авторитетном научном журнале Nature Biotechnology было опубликовано интервью с Ермаковой, которое вызвало резонанс в научном сообществе.

## Критика работ Ермаковой
Ирина Владимировна Ермакова (доктор биологических наук, бывший ведущий научный сотрудник Института высшей нервной деятельности и нейрофизиологии РАН), ещё до начала самостоятельных опытов с ГМО выступала с публичными призывами к «остановке трансгенизации страны». В ходе опытов, по утверждению автора, у подопытных животных, употреблявших ГМ-корм, наблюдался ряд патологических изменений. Научное сообщество подвергло критике работы Ермаковой за нарушения в организации эксперимента и некорректную обработку полученных данных. Исследователи Брюс Чэсси (исполнительный директор Центра биотехнологий Иллинойского университета США), Вивиан Мозес, Алан МакХаген и Л. Вал Гиддинг отметили, что:
- Данные Ермаковой противоречат данным независимых исследователей, работавших с тем же сортом сои и не обнаруживших её вредного воздействия на организм. В частности, указывается, что аномально высокая смертность крысят, получавших ГМО (52 %), не могла быть не замечена правительственными организациями, ответственными за испытание новых сортов, а также в течение 10-летней практики использования обсуждаемого сорта в сельском хозяйстве и пищевой промышленности.
- В своих работах Ермакова писала, что получала ГМО из Нидерландов, хотя последние никогда не поставляли 100 % препаратов генетически модифицированной сои RR - Roundup Ready[7].
- И модифицированные, и немодифицированные организмы являются смесью нескольких оригинальных сортов.
- Не были приведены доказательства, что не-ГМО действительно не содержат материала с модифицированными генами.
- Отсутствует описание диет и отдельных составляющих рациона, что «не может соответствовать минимальным стандартам для опытов над животными».
- Отсутствуют данные по кормлению каждой особи по отдельности (имеются только данные по группам особей).
- Не были описаны (возможно — не были предприняты) действия по предотвращению потребления сои мужскими особями. Это также могло повлиять (в сторону уменьшения) на потребление сои женскими особями.
- Смертность животных, даже в контрольной группе, превышала 10 %, что в десять раз превышает нормальную смертность для лабораторных крыс этой линии. Чэсси и другие выразили мнение, что такая высокая смертность, а также сниженный на 20 % по сравнению с нормой вес у 90 % крысят контрольной группы, являются признаком плохого ухода или недостаточного питания, и заявили о невозможности произвести твёрдые научные заключения по исследованию, в котором имеется столько погрешностей в постановке эксперимента.

Кроме этого, акцентировалось внимание на том, что результаты работ не были опубликованы в реферируемых журналах даже после того, как они получили широкую огласку благодаря публичным заявлениям Ермаковой.

## Ответы Ермаковой на критику
В журнал Nature Biotechnology поступили письма с указанием на то, что редакция неприемлемым образом дала слово только одной стороне конфликта. Редакция журнала в номере за декабрь 2007 года опубликовала ответ И. В. Ермаковой на критику и пять писем в её поддержку. В своём ответе И. В. Ермакова написала, что:
- Ей отказали в публикации полного текста статьи, в которой подробно были описаны все эксперименты. Это было связано с тем, что, согласно своим правилам, журнал не имел права публиковать статью, если эти данные уже где-то опубликованы. У Ермаковой были тезисы и статьи по этой теме в международных сборниках, поэтому редакция журнала предложила опубликовать результаты в виде интервью и дискуссии. Учёные из нескольких стран обратились в журнал с просьбой сделать исключение для Ермаковой и опубликовать её полную статью в связи с важностью проблемы. Однако данные были представлены только в виде интервью. Основная часть замечаний Брюса Чэсси, Вивиан Мозес, Алана МакХагена и Л. Вал Гиддинга касалась тех пунктов, которых не было в ответах Ермаковой. Ермакова не могла ответить на их критику, поскольку её не ознакомили с текстом их замечаний до публикации статьи, что являлось нарушением правил публикации статей. Доказательством являются полученные ею гранки статьи.
- В отличие от статьи Brake&Evenson, в работе Ермаковой, по её утверждению, исследуемая соя прошла тщательную проверку в лицензируемых лабораториях на наличие трансгенов методом полимеразной цепной реакции (ПЦР) и их количественный состав с использованием CP4-LEC-RT-PCR конструкции. Проверка проводилась «слепым» способом. В статье приведены результаты проверки по ПЦР.
- Есть и все данные по диете, поскольку использовался общепринятый стандартный виварный корм с известным составом.
- Женские особи не могли есть меньше сои, так как её количество было увеличено после того, как в клетку подсадили самцов.
- Условия содержания животных, по словам Ермаковой, не имеют принципиального значения для анализа результатов, поскольку животные из разных групп находились в абсолютно одних и тех же условиях.

## Критика ответов Ермаковой
В своём ответном письме Брюс Чэсси, Вивиан Мозес, Алан МакХаген и Л. Вал Гиддинг отметили, что:
- Несмотря на заявление Ермаковой о тщательной проверке наличия трансгенов в сое, предназначенной для исследования, точный состав и процентное соотношение модифицированной и немодифицированной сои в корме по-прежнему не указано. Каталог компании ADM, где производилась закупка сои, показывает, что эта компания никогда не продавала сою и продукты её переработки со 100 % содержанием указанной Ермаковой линии.
- ПЦР-результаты не могут показать процентное соотношение генетически модифицированной сои в исследуемых образцах.
- В исследованиях неоправданно сравнивались результаты, полученные при кормлении разными видами продуктов обработки сои — соевой мукой и белковым концентратом Arcon SJ.
- Не представлены результаты проверки используемого корма на содержание изофлавонов, веществ, содержащихся в сое и аналогичных по действию на организм эстрогенам, женским половым гормонам. Содержание этих веществ в сое сильно изменяется в зависимости от времени, места и других условий культивации, и они оказывают серьёзное влияние на развитие организма млекопитающих.
- Способ проведения эксперимента, использованный Ермаковой, не позволяет измерить количество корма и сои, потреблённой каждым животным. Без этих данных научная ценность эксперимента значительно снижается. Авторы рекомендовали Ермаковой следовать международным рекомендациям по проведению таких экспериментов и указали ей источники, в которых можно с рекомендациями ознакомиться.
- Брейк и Ивенсон чётко следовали всем нормам проведения научного эксперимента, и если бы последствия кормления ГМ-соей были бы настолько фатальными для модельных организмов, как это утверждается в исследовании Ермаковой, то эти эффекты неминуемо бы проявились и в опытах Брейка и Ивенсона.
- Число животных, а также средние величины масс тела самцов и самок и их дисперсии, представленные Ермаковой в номере с ответом на критику, не коррелируют с данными, представленными в таблице сентябрьской статьи в Nature Biotechnology. Новые средние значения и дисперсии, опубликованные в последнем номере, не могут быть получены из оригинальных данных.
- Авторы также замечают, что ГМ-корм уже много лет массово используется при кормлении домашних животных, например скота в фермерских хозяйствах, и не было ни одного сообщения о таких серьёзных последствиях для роста и репродуктивного здоровья молодняка.
- Ермакова заявила, что для кормления подопытных была использована сырая размоченная соя, однако без термической обработки соя содержит токсичный ингибитор трипсина.

Комментируя высказывания И. В. Ермаковой о её попытке исследовать лабораторных крыс в «естественных условиях», учёные отметили, что «лабораторные исследования с животными не предназначены для того, чтобы моделировать природные, естественные условия. Белая лабораторная крыса не живет в природе: она была создана в лаборатории для того, чтобы её использовали в стандартизированных лабораторных исследованиях, которые специально поставлены так, чтобы снизить вариабельность полученных данных и минимизировать неконтролируемые факторы вариабельности, которые могли бы негативно влиять на результаты».